# Brunhoso
Brunhoso is een plaats (freguesia) in de Portugese gemeente Mogadouro en telt 277 inwoners (2001).